# Kežmarok zastávka
Kežmarok zastávka – przystanek kolejowy znajdujący się w mieście Kieżnark, w kraju preszowskim, na linii kolejowej nr 185 (Słowacja), na Słowacji.